# Bibliothekswesen
Das Bibliothekswesen ist die Gesamtheit aller Institutionen und Organisationen von Bibliotheken und vergleichbaren Einrichtungen. Zum Bibliothekswesen gehören auch die praktische Anwendung von Struktur und Organisation, spezialisierte Bibliothekstypen, bibliothekarische Vereinigungen, Arbeitsabläufe, Ausbildung und Techniken.
Die sich theoretisch mit dem Bibliothekswesen beschäftigende Wissenschaft ist die Bibliothekswissenschaft.

## Bibliothekswesen verschiedener Länder
- Bibliothekswesen Bulgariens
- Bibliothekswesen in Jamaika
- Bibliothekswesen  in Japan
- Bibliothekswesen in Luxemburg
- Bibliothekswesen in Norwegen
- Bibliothekswesen in der Schweiz
- Bibliothekswesen in Südafrika